# راب بندیکت
راب بندیکت (انگلیسی: Rob Benedict؛ زاده ۲۱ سپتامبر ۱۹۷۰) یک هنرپیشه تئاتر، فیلم و تلویزیون و خواننده اهل ایالات متحده آمریکا است.

او قبلاً بخاطر حضور در مجموعه تلویزیونی سوپرنچرال (فصل یازدهم سریال) و فیلم‌های لگدزنان و جیغ‌کشان، سکس و مرگ ۱۰۱، یه کمک کوچولو و انتظار و (kings of con) در سال ۲۰۱۶ شناخته شده‌است.